# Plaza del Carrusel

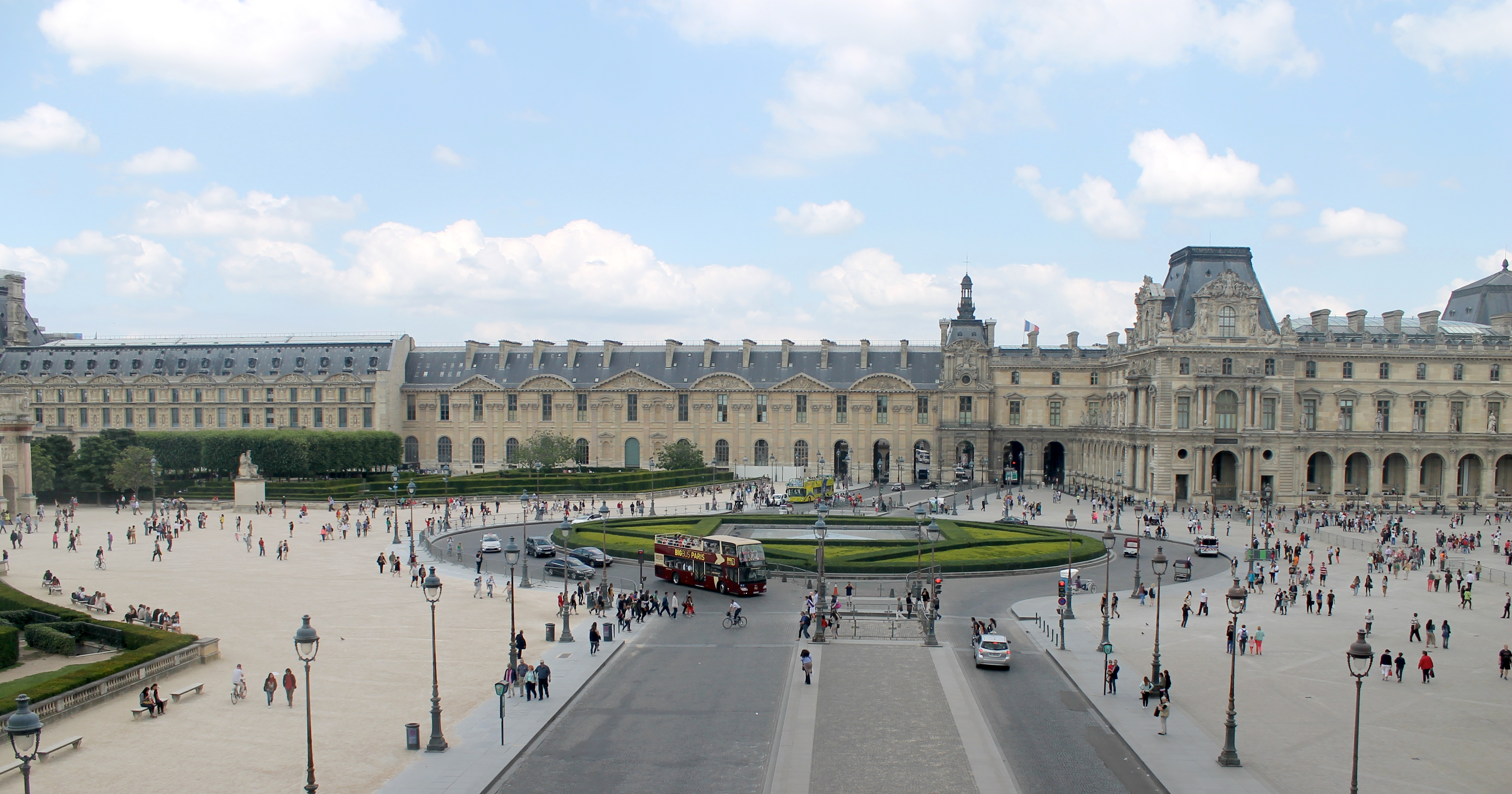
La plaza del Carrusel desde el ala sur del Palacio del Louvre. El Arco de Triunfo del Carrusel está a la izquierda.

La plaza del Carrusel (en francés: Place du Carrousel) es una plaza pública situada en el Distrito I de París, en el extremo abierto del patio del Palacio del Louvre, un espacio ocupado hasta 1883 por el palacio de las Tullerías. Encontrándose directamente entre el museo y el jardín de las Tullerías, la plaza del Carrusel marca el extremo oriental del jardín de la misma manera que la plaza de la Concordia marca su extremo occidental. El nombre carrousel se refiere a un tipo de desfile de equitación militar. La plaza del Carrusel recibió este nombre en 1662, cuando Luis XIV la usó para uno de estos desfiles.

## Historia

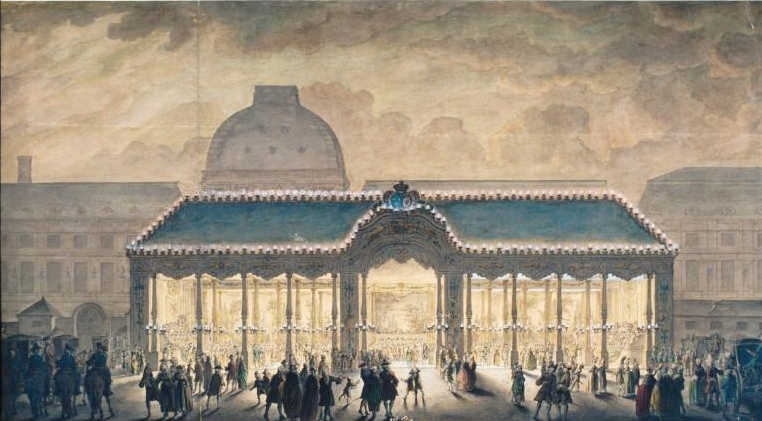
Una construcción en la plaza del Carrusel en el momento, en 1745, del matrimonio de Luis, Delfín de Francia. Nótese el palacio de las Tullerías al fondo.

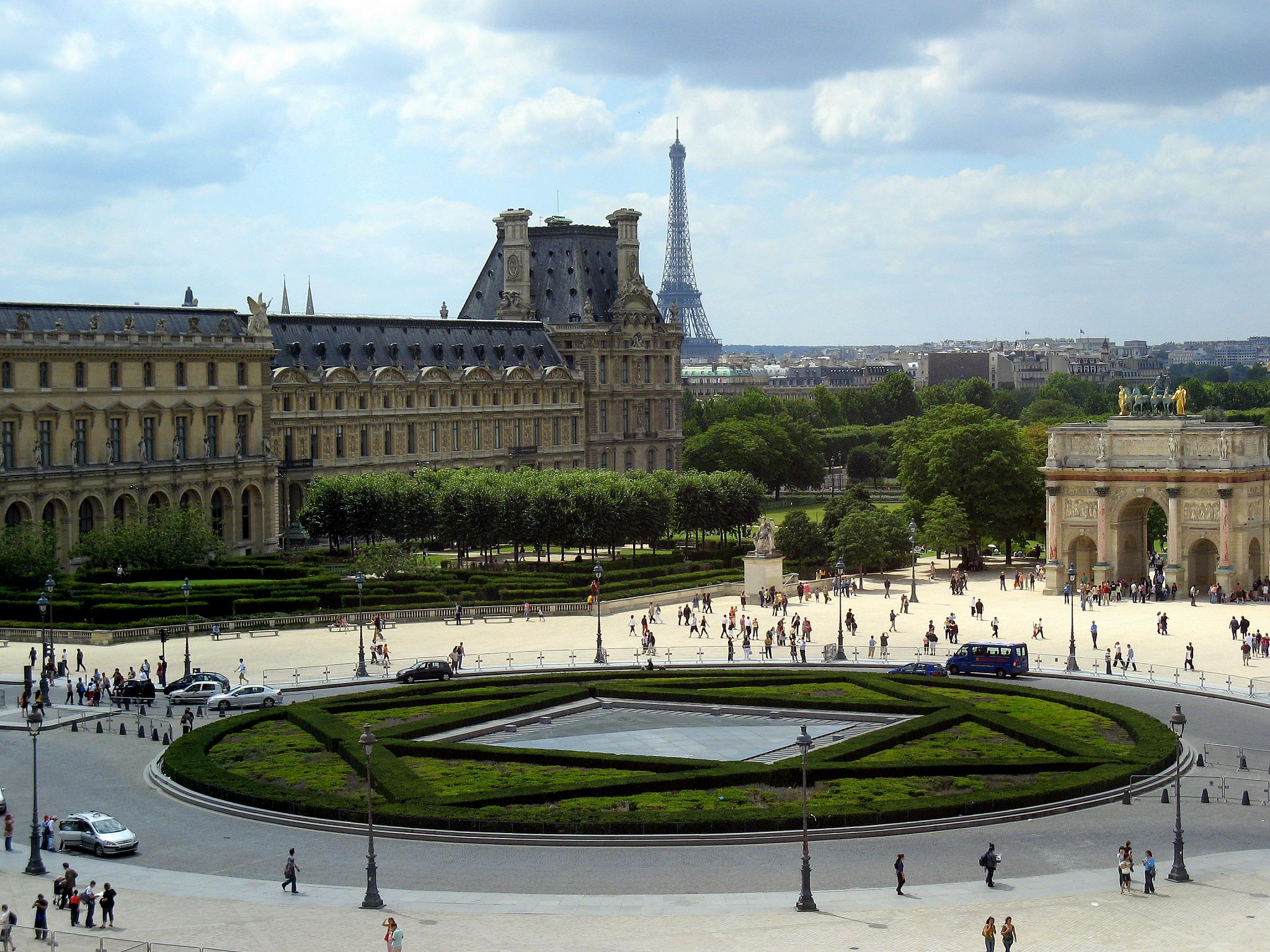
La plaza del Carrusel vista desde el palacio del Louvre.

Antes del siglo XVII, la zona estaba ocupada por un terreno vacío entre el palacio de las Tullerías y la muralla de Carlos V, ya innecesaria en el siglo XVI por la construcción de la muralla de Luis XIII más al oeste. En 1600, se realizó allí un jardín, llamado de Mademoiselle (en referencia a María de Borbón-Montpensier), que fue destruido en 1655. La plaza se creó en 1662 para permitir la celebración del carrusel que le dio su nombre. De un tamaño más modesto que en la actualidad, la plaza del Carrusel se encontraba entre el Hôtel de Longueville y el patio del Palacio de las Tullerías, cerrada con una verja. Durante la Revolución, la plaza se renombró Place de la Fraternité.
El Arco de Triunfo del Carrusel fue edificado entre 1806 y 1808 para servir de entrada de honor al Palacio de las Tullerías. La plaza fue ampliada por fases sucesivas a principios del siglo XIX tras la demolición de las casas de la Rue Saint-Nicaise y de la Rue de Rohan. Recibió sus proporciones actuales tras la finalización del Palacio del Louvre en la década de 1850 y tras la desaparición del Palacio de las Tullerías en 1883, que abrió la plaza al oeste hacia el eje histórico. Entre el Arco de Triunfo del Carrusel y la entrada del Museo del Louvre se encuentran dos estatuas de Antoine-François Gérard, La Historia y Francia Victoriosa.
El 5 de octubre de 1789, una multitud fue de París a Versalles y obligó a la familia real (Luis XVI, María Antonieta y sus hijos, junto con el conde de Provenza (posterior rey Luis XVIII), su esposa e Isabel, la hermana más joven del rey) a trasladarse a París bajo la vigilancia de la Guardia Nacional. El rey y la reina se instalaron en el Palacio de las Tullerías. Durante esta época, se diseñaron muchos complots para ayudar a los miembros de la familia real a escapar de Francia. La reina rechazó varios de ellos debido a que no se quería marchar sin el rey. Otras oportunidades para rescatar a la familia fueron desperdiciadas por el indeciso rey. Tras muchos retrasos, la huida se produjo finalmente el 21 de junio de 1791, pero resultó fallida. Toda la familia fue capturada veinticuatro horas más tarde en Varennes y llevada de vuelta a París en menos de una semana.
El 20 de junio de 1792, «una multitud de aspecto terrorífico» irrumpió en las Tullerías e hizo que el rey se pusiera el bonnet rouge (gorro frigio rojo) para mostrar su lealtad a Francia. La vulnerabilidad del rey quedó expuesta el 10 de agosto de ese mismo año, cuando una multitud armada, abriéndose camino hacia el Palacio de las Tullerías, obligó al rey y a la familia real a buscar refugio en la Asamblea Legislativa. Una hora y media después, el palacio fue invadido por la multitud. Masacraron a los Guardias Suizos, que lucharon con dedicación ciega y desesperación. Unos setecientos de ellos murieron, y sus cuerpos decoraron el patio frente al palacio (en la plaza conocida entonces como Cours du Carrousel), los jardines del palacio y las orillas del Sena. El 13 de agosto, la familia real fue encerrada en la Torre del Temple en el barrio de Le Marais, en condiciones considerablemente más duras que su anterior reclusión en las Tullerías.
El 21 de agosto de 1792, se erigió la guillotina en la plaza del Carrusel, y permaneció allí, con dos cortas interrupciones, hasta el 11 de mayo de 1793. En total, treinta y cinco personas fueron guillotinadas aquí. El 2 de agosto de 1793, en el antiguo emplazamiento de la guillotina, se construyó una pirámide de madera como tributo a Jean-Paul Marat. Llevaba una inscripción: «Al espíritu del difunto Marat, 13 de julio, año I. Desde su tumba subterránea, todavía hace temblar a los traidores. Una mano traicionera frustró los afectos del pueblo». También había una exposición del famoso baño sentado de Marat y su escritorio, donde se redactaron algunas de sus polémicas más apasionadas. Estos objetos estuvieron en este lugar hasta el 9 de termidor del año II (28 de julio de 1794).
Durante la revolución de 1848, el Palacio de las Tullerías fue saqueado y dañado gravemente por los revolucionarios. El 23 de mayo de 1871, durante la supresión de la Comuna de París, doce hombres bajo las órdenes de un comunero, Dardelle, incendiaron las Tullerías a las siete de la tarde, usando petróleo, alquitrán líquido y aguarrás. El incendio duró cuarenta y ocho horas y consumió por completo el palacio. Las ruinas de las Tullerías estuvieron allí durante once años. En 1882, la Asamblea Nacional de Francia votó la demolición de las ruinas y, a pesar de la gran oposición popular, esto fue realizado en 1883. Los restos salvables del edificio fueron vendidos a un empresario privado. Una vez que el palacio había sido despejado, el terreno, que era conocido como Place du Carrousel desde 1662, pudo ser usado de nuevo como una plaza pública.

## El arco de triunfo del Carrusel

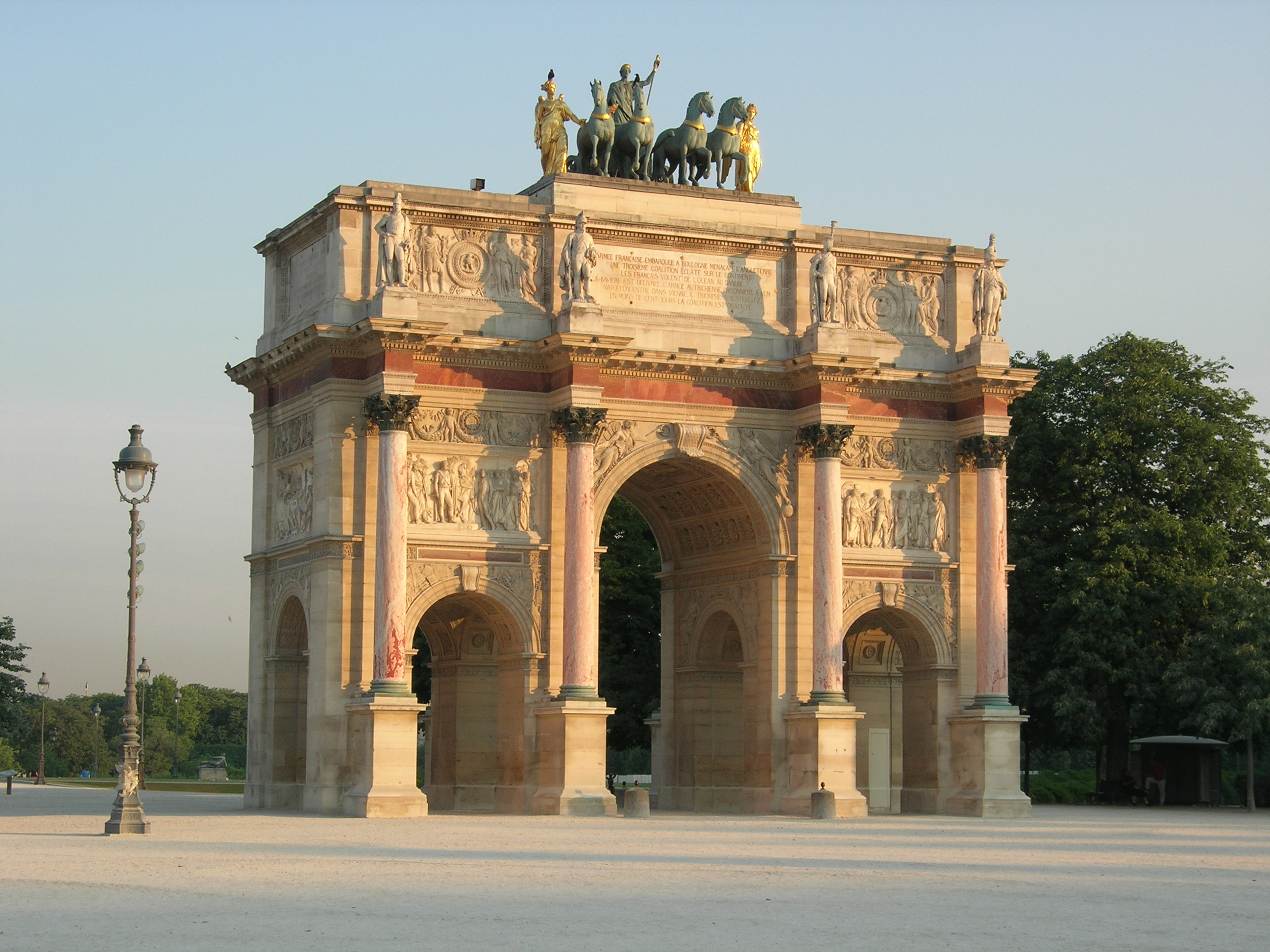
El Arco de Triunfo del Carrusel.

Con la desaparición del palacio, el Arco de Triunfo del Carrusel, construido entre 1806 y 1808 para servir como entrada de honor a las Tullerías, se convirtió en el elemento dominante de la plaza del Carrusel. Es un arco de triunfo que fue encargado en 1806 para conmemorar las victorias militares de Napoleón del año anterior. El más famoso Arco de Triunfo de la Estrella fue diseñado en el mismo año, pero tardó treinta años en construirse, y es aproximadamente el doble de tamaño.

## Personas guillotinadas en la plaza del Carrusel
- Arnaud II de la Porte, ministro
- Jacques Cazotte, escritor

## Transporte
La zona está servida por la estación del metro llamada Palais Royal - Musée du Louvre.